# ミノタウロスI
ミノタウロスI（Minotaur I）はアメリカ合衆国の使い捨て型ロケット。ミニットマンIIミサイル派生のロケットで、小型衛星の打上げに使用される。オービタル・サイエンシズが生産するミノタウロスシリーズの一つ。
ミノタウロスIは退役となったミニットマンミサイルの1段目（M55A1）と2段目（SR19）を利用し、3段目、4段目にペガサスロケットのOrion 50XL、Orion 38を使用している。オプションとして5段目にHAPSを使用することができ、高度185kmの低軌道に580kgのペイロード能力がある。
ミノタウロスIは今まで11回打上げられ、全てが成功している。初の打上げは2000年1月27日、ヴァンデンバーグ空軍基地SLC-8から行われた。2006年12月からはワロップス島の中部大西洋地域宇宙基地Pad 0Bからも打ち上げられている。
発射台に設置された機体下部を覆っている黄色い部分は断熱カバーであり、ICBMから転用した1,2段ロケットはサイロ内で一定温度に維持される設計であったことから、屋外での使用に耐えられるよう温度を保持するために使われている。
2013年11月に打ち上げた11機目のミノタウロスIでは、コストの削減と、次世代の射場追跡システムの検証が行われ、機体に搭載したシステムで自らの飛行位置を把握し、予定の飛行軌跡から外れた場合は自動的に破壊を行うスマートな射場安全システムを搭載して試験が行われた。このようなGPS追尾システムを搭載したロケットは、2012年2月24日にアトラスVで初めて飛行した。

## 打上げ記録
| 日付 (UTC)          | フライト | ペイロード                                          | 発射台           | 軌道 | 結果 |
| ------------------- | -------- | --------------------------------------------------- | ---------------- | ---- | ---- |
| 2000-01-27 03:03:06 | 1        | JAWSat (P98-1) (FalconSat1 / ASUSat1 / OCSE / OPAL) | Vandenberg SLC-8 | LEO  | 成功 |
| 2000-07-19 20:09:00 | 2        | MightySat II.1 (Sindri, P99-1) / MEMS 2A / MEMS 2B  | Vandenberg SLC-8 | LEO  | 成功 |
| 2005-04-11 13:35:00 | 3        | XSS-11                                              | Vandenberg SLC-8 | LEO  | 成功 |
| 2005-09-23 02:24:00 | 4        | Streak (STP-R1)                                     | Vandenberg SLC-8 | LEO  | 成功 |
| 2006-04-15 01:40:00 | 5        | COSMIC (FORMOSAT-3)                                 | Vandenberg SLC-8 | LEO  | 成功 |
| 2006-12-16 12:00    | 6        | TacSat-2 / GeneSat-1                                | MARS LP-0B       | LEO  | 成功 |
| 2007-04-24 06:48    | 7        | NFIRE                                               | MARS LP-0B       | LEO  | 成功 |
| 2009-05-19 19:55    | 8        | TacSat-3                                            | MARS LP-0B       | LEO  | 成功 |
| 2011-02-06 12:26    | 9        | NROL-66                                             | Vandenberg SLC-8 | LEO  | 成功 |
| 2011-06-30 03:09    | 10       | ORS-1                                               | MARS LP-0B       | LEO  | 成功 |
| 2013-11-20 01:15    | 11       | ORS-3ミッション（STPSat-3とCubeSat28機）            | MARS LP-0B       | LEO  | 成功 |